# Siófok
Siófok é uma cidade húngara pertencente ao condado de Somogy, com 25 300 habitantes, de acordo com o censo populacional 2005. A cidade está localizada na margem sul do lago Balaton, aproximadamente 120 quilômetros da capital do país, Budapeste.

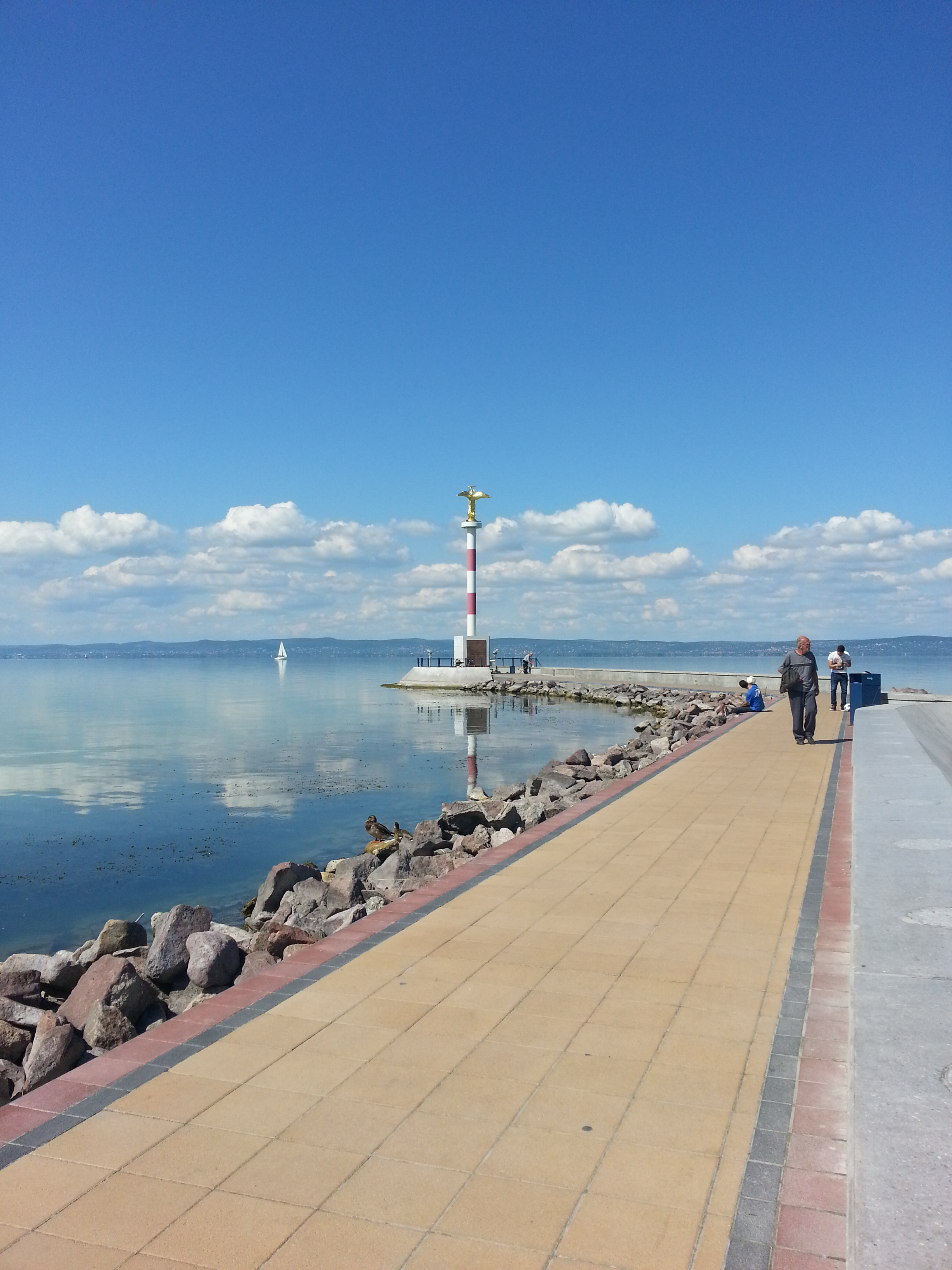
Lago Balaton, da Siófok

## Geografia
Em Siófok, o canal Sió flui do lago Balaton.

### Clima
O clima é ameno nesta área, com diferenças entre alta e baixa, e há precipitação adequada ao longo do ano. O subtipo de classificação climática de Köppen-Geiger para este clima é "Cfb" (Clima marítimo da Costa Oeste/Clima oceânico).
|                               |  |                           |
| Vista de Siófok ao pôr do sol |  | Praça principal de Siófok |

## Eventos
O primeiro Campeonato Mundial de Telegrafia de Alta Velocidade foi realizado em Siófok em 1995.

## Pessoas notáveis
- John Hirsch, ou Hirsch János, diretor teatral húngaro-canadense de origem judaica;
- Emmerich Kalman, ou Kálmán Imre, compositor de operetas, natural de Siófok;
- Frigyes Karinthy, escritor e pai de Ferenc Karinthy, morreu aqui;
- Imre Varga, renomado escultor, nasceu aqui.

## Relações internacionais

### Cidades-gêmeas — Cidades-irmãs
Siófok é geminada com as seguintes cidades:
| - Oulu, Finland (desde 1978) - Landsberg am Lech, Alemanha - Walnut Creek, Califórnia, Estados Unidos - Netanya, Israel - Saint-Laurent-du-Var, França | - Poreč, Croácia - Pärnu, Estônia - Waldheim, Alemanha - Brenna, Polônia |